# Зеэштедт
Зеэштедт (нем. Sehestedt) — община в Германии, в земле Шлезвиг-Гольштейн. 
Входит в состав района Рендсбург-Экернфёрде. Подчиняется управлению Виттензее.  Население составляет 846 человек (на 31 декабря 2010 года). Занимает площадь 15,25 км².